# Orono (condado de Penobscot)
Orono es un lugar designado por el censo ubicado en el condado de Penobscot en el estado estadounidense de Maine. En el Censo de 2010 tenía una población de 9.474 habitantes y una densidad poblacional de 474,19 personas por km².

## Geografía
Orono se encuentra ubicado en las coordenadas 44°52′42″N 68°41′17″O / 44.87833, -68.68806. Según la Oficina del Censo de los Estados Unidos, Orono tiene una superficie total de 19.98 km², de la cual 18.27 km² corresponden a tierra firme y (8.56%) 1.71 km² es agua.

## Demografía
Según el censo de 2010, había 9.474 personas residiendo en Orono. La densidad de población era de 474,19 hab./km². De los 9.474 habitantes, Orono estaba compuesto por el 93.69% blancos, el 1.21% eran afroamericanos, el 1.08% eran amerindios, el 1.97% eran asiáticos, el 0.03% eran isleños del Pacífico, el 0.41% eran de otras razas y el 1.6% pertenecían a dos o más razas. Del total de la población el 1.53% eran hispanos o latinos de cualquier raza.